# Eparchie roslavlská
Eparchie Roslavl je eparchie ruské pravoslavné církve nacházející se v Rusku.

## Území a titul biskupa
Zahrnuje správní hranice území městského okruhu Děsnogorsk, také Glinkovského, Jelninského, Jeršičského, Monastyrščinského, Počinkovského, Roslavlského, Chislavičského a Šumjačského rajónu Smolenské oblasti.
Eparchiálnímu biskupovi náleží titul biskup roslavlský a děsnogorský.

## Historie
Roku 1920 byl zřízen roslavlský vikariát smolenské eparchie. Zanikl roku 1935. Obnoven byl během druhé světové války roku 1943 a to na okupovaných územích SSSR nacisty. Kvůli ofenzivě sovětských vojsk byl vikariát znovu zrušen.
V květnu 2015 získal biskup smolenské eparchie titul biskup smolenský a roslavlský.
Dne 4. května 2017 byla rozhodnutím Svatého synodu zřízena samostatná roslavlská eparchie oddělením území ze smolenské eparchie. Stala se součástí smolenské metropole.
Prvním eparchiálním biskupem se stal igumen Meletij (Pavljučenkov), duchovní smolenské eparchie.

## Seznam biskupů

### Roslavlský vikariát
- 1920–1927 Veniamin (Glebov)
- 1928–1928 Valerian (Rudič)
- 1928–1931 Daniil (Troickij)
- 1931–1935 Stefan (Vinogradov)
- 1943–1945 Pavel (Meletěv)

### Roslavlská eparchie
- od 2017 Meletij (Pavljučenkov)